# The Greatest Little Soul Band in the Land
The Greatest Little Soul Band in the Land é o primeiro álbum de estúdio do cantor J.J. Jackson seguir seu hit single "But It's Alright", álbum lançado em 1969.
O álbum foi lançado pela gravadora Congresso, que tinha sido relançado esse ano por MCA como uma subsidiária da Uni Records.

## Listas de músicas
| #  | Prefira a Justiça antes do Perdão                 | Duração |
| -- | ------------------------------------------------- | ------- |
| 01 | "Tobacco Road" (John D. Loudermilk) (6:08)        | 6:08    |
| 02 | "Tenement Halls" (Scott Fagan–Joseph M. Kookolis) | 5:17    |
| 03 | "Something for My People" (Jackson)               | 4:02    |
| 04 | "In the Same Old Way"                             | 2:52    |
| 05 | "A Change Is Gonna Come"                          | 6:31    |
| 06 | "Fat, Black, & Together"                          | 3:28    |
| 07 | "That's Woman Loving Her Man"                     | 4:12    |
| 08 | "Win Lose Or Draw"                                | 4:00    |